# روستوفسکویه (استان آرخانگلسک)
روستوفسکویه (به لاتین: Rostovskoye) یک منطقهٔ مسکونی در روسیه است که در استان آرخانگلسک واقع شده‌است.